# Самитова, Газиза
Гази́за Сами́това (тат. Газизә Сәмитова; 1862—1929) — российская и советская татарская поэтесса. Первая в истории астраханского края поэтесса, одна из первых татарских поэтесс.

## Биография
Родилась в семье купца II гильдии Багаветдина Самитова в селении, основанном в том числе его отцом.
Училась в местном медресе у жены муллы (абыстай). Во взрослом возрасте занималась самообразованием, знала несколько языков (русский, калмыцкий, арабский, фарси), выписывала журналы и книги.
В 1882 году была выдана замуж. Брак оказался несчастливым, однако в нём родилось пятеро детей. В 1894 году отец забрал Газизу обратно в свой дом (по её просьбам), с этого времени считалась разведённой.
После этого много путешествовала, в частности совершила паломничество в Болгар.
Скончалась в 1929 году.

## Творчество
При жизни не печаталась. В 1930 году архив Газизы был передан потомками учёным Ленинградского восточного института. Помимо стихов архив содержал нескольких сотен народных песен, молитвы, местный фольклор, путевые заметки и заметки о жизни родного села.
В 1965 году сборник стихов поэтессы был издан стараниями её родственника Ш. М. Самитова, он же перевёл стихи на татарский язык (Газиза писала на нескольких языках, в том числе на старотатарском с использованием арабского письма).
В 2017 году был опубликован сборник стихов Самитовой в переводе на русский язык «Ташлыярский соловей», при этом переводчики основывались на книге, выпущенной в 1965 году.
Газиза Самитова писала стихи с подросткового возраста до преклонных лет, при этом пик её творчества пришёлся на 1894—1905 годы.
Темы её произведений были разнообразны: лирические, философские, социальные. В частности, Самитова утвердила в татарской литературе новый жанр — элегию.

## Память
В 1992 года на доме в селе Каменный Яр, в котором жила Самитова, была установлена мемориальная доска.
В 2014 году в Каменном Яре был открыт дом-музей поэтессы, а часть улицы Ленина была переименована в улицу Газизы Самитовой.

## Произведения
- Самитова, Газиза. Избранные произведения. (Вступит. статья Дж. Алмаза). Қазань, Таткнигоиздат, 1965
- Ташлыярский соловей : сборник : избранные стихотворения поэтессы Газизы Самитовой (1862—1929) / составители: И. Б. Левитан и др. ; художественный перевод И. Левитан. — Астрахань, 2017